# Jenei Sándor
Jenei Sándor (Ungvár, 1965. július 15. –) magyar bajnok labdarúgó, középpályás.

## Pályafutása
1990 elején igazolta le a Bp. Honvéd. Előtte a Zakarpatyje Uzsgorod, a Metaliszt Harkov és a Karpati Lvov csapatában szerepelt. 1990. március 3-án mutatkozott be az élvonalban a Bp. Honvéd csapatában a Békéscsaba ellen idegenben, ahol csapata 3–2-es vereséget szenvedett. A következő idényben tavasszal a Volán FC játékosa lett. Az 1991–92-es idényben a Pécsi MSC, 1992 és 1994 között a Siófok labdarúgója volt. 1994-ben igazolt az Újpesthez, ahol pályafutása meghatározó és legsikeresebb idejét töltötte. Egy bajnoki címet és két ezüstérmet szerzett az újpesti együttessel. 2000 nyarán a Kecskeméti FC játékosa lett, ahonnan október elején távozott. Novembertől ismét az UTE játékosa lett. 2000 novemberében szerepelt utoljára lila-fehér színekben. Az év végén lejáró szerződését nem hosszabbították meg. 2001 elején az Ercsihez igazolt. Nyártól Pilisvörösváron szerepelt. 2002-ben az Ózd játékosa lett. Később játszott Erdőkertesen, Turán, Veresegyházon és a Gödöllői SK-nál. Edzőként a Vác utánpótlásában, Turán, Gödöllőn és Kisnémediben tevékenykedett.

## Sikerei, díjai
Bp. Honvéd
- Magyar bajnokság
  - bajnok: 1990–91
- Magyar kupa
  - döntős: 1990

 Újpest
- Magyar bajnokság
  - bajnok: 1997–98
  - 2.: 1994–95, 1996–97
- Magyar kupa
  - döntős: 1998